# Heinrich Huber
Heinrich Huber Camalez es un militar y jinete chileno que compitió en la modalidad de concurso completo. Ganó una medalla de bronce en los Juegos Panamericanos de 1987, en la prueba por equipos.
Fue campeón sudamericanos en 1987 y 1990, ambos en Buenos Aires. En el plano nacional destacó ganando siete categorías en el Campeonato Nacional de Adiestramiento y siendo campeón por equipos en 1989, 1990 y 1991.

## Palmarés internacional
| Juegos Panamericanos | Juegos Panamericanos          | Juegos Panamericanos | Juegos Panamericanos |
| Año                  | Lugar                         | Medalla              | Categoría            |
| -------------------- | ----------------------------- | -------------------- | -------------------- |
| 1987                 | Indianápolis (Estados Unidos) | Medalla de bronce    | Por equipos          |